# Finale UEFA Europske lige 2014.
Finale UEFA Europske lige 2014. bilo je peto finale UEFA Europske lige, a igralo se na Juventusovom stadionu u Torinu, Italija.